# Welriekende muggenorchis
De welriekende muggenorchis (Gymnadenia odoratissima) is een orchidee. Ze komt voor op kalkgraslanden van Noord tot Midden-Europa. In Wallonië is ze zeer zeldzaam, in Vlaanderen en Nederland komt ze niet voor. De Nederlandse en wetenschappelijke namen wijzen op de sterke geur die de bloemen verspreiden en die tot meters ver te ruiken is.

## Naamgeving
Synoniem: Orchis odoratissima L.

- Frans: Orchis odorant, Gymnadénie très odorant
- Engels: Very scented Orchid
- Duits: Wohlriechende Händelwurz, Wohlriechende Nacktdrüse

## Kenmerken

### Plant
De welriekende muggenorchis is een tot 30 cm hoge orchidee. Het is een vaste plant die elk jaar vanuit ondergrondse knollen opnieuw een bloemstengel vormt. De planten staan meestal in kleine groepjes bij elkaar. De bloemstengel is slank en gegroefd en draagt een gedrongen, dichtbebloemde aar met tot meerdere tientallen bloemen.

### Bladeren
De stengelbladeren zijn lijn- of lancetvormig, staan dicht opeen langs de stengel, meestal rechtopstaand, en gaan naar boven toe over in smalle schubachtige blaadjes.

### Bloemen
De bloemen staan dicht op elkaar, zijn klein en licht- tot donkerroze. De lip is drielobbig met een grote middenlob en twee kleinere stompe zijlobjes. De spoor is kort en dik, meestal korter dan het vruchtbeginsel. De bloemen hebben een sterke honinggeur. De bloeitijd is midden-juni tot midden-juli.

## Voortplanting
De welriekende muggenorchis wordt, in tegenstelling tot zijn naam, vooral bestoven door nachtvlinders. Het korte dikke spoor bevat nectar, en terwijl de vlinder met zijn roltong de nectar opzuigt krijgt hij de stuifmeelklompjes op zijn tong geplakt. Bij een volgend bezoek komen die stuifmeelklopjes dan op de stamper terecht.

## Habitat
De welriekende muggenorchis is zoals alle muggenorchissen een soort van zonnige, grazige, iets vochtige kalkrijke gronden: kalkgraslanden, bermen en oude puinhellingen.

## Voorkomen
De welriekende muggenorchis komt voor in koude en gematigde zones van Europa, vanaf Noorwegen over Midden-Europa tot in het Middellands Zeegebied.
In België is hij enkel bekend van enkele plaatsen in Wallonië. Niet in Nederland en Vlaanderen.

## Verwante en gelijkende soorten
Binnen het geslacht van de muggenorchissen heeft de welriekende muggenorchis in Europa een nauwe verwant, de grote muggenorchis (Gymnadenia conopsea). Die lijkt er sterk op en komt in gelijkaardige biotopen voor. Maar deze laatste is meestal groter, geurt minder sterk, heeft een langgerekter bloeiwijze en vooral een zeer lang en dun spoor.
Daarbuiten zou de welriekende muggenorchis kunnen verward worden met de eveneens rooskleurige hondskruid (Anacamptis pyramidalis) of met sommige Orchis-soorten. Ook daarbij is het onderscheid te maken door de dichte, langgerekte bloeiwijze, de aanwezigheid van een spoor, en de sterke geur.

## Bedreiging en bescherming
De belangrijkste bedreiging is het verlies van hun habitat (kalkgraslanden) door omzetting naar landbouwgronden en door bemesting.
In België staat hij op de lijst van wettelijk beschermde planten in België.

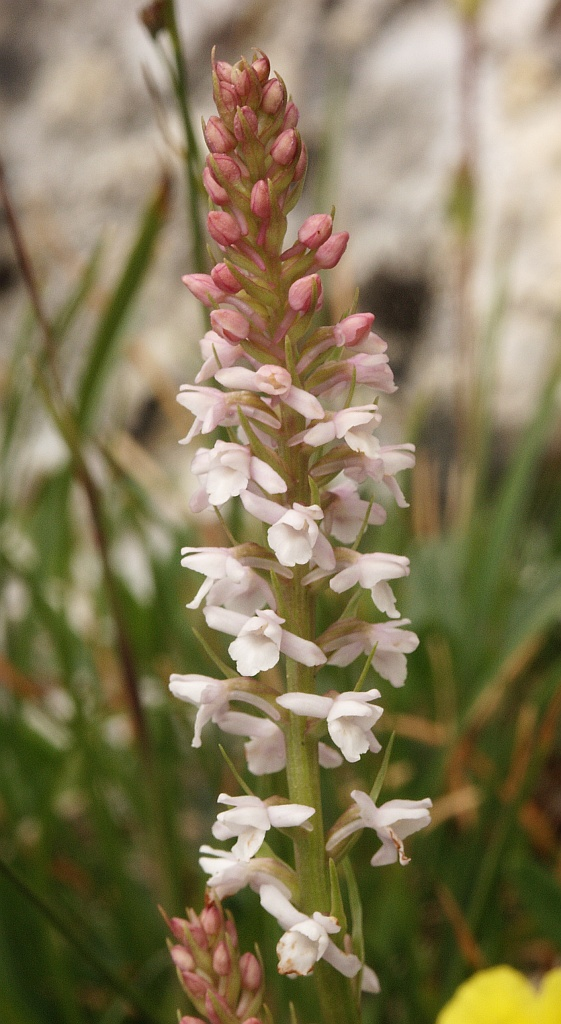
Plant in Allgäuer Alpen (Duitsland)
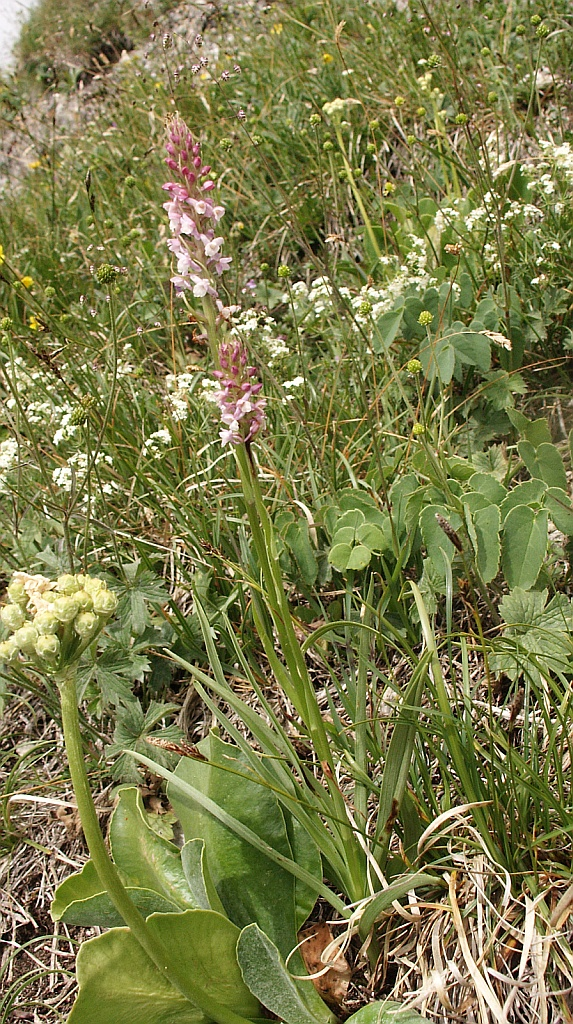
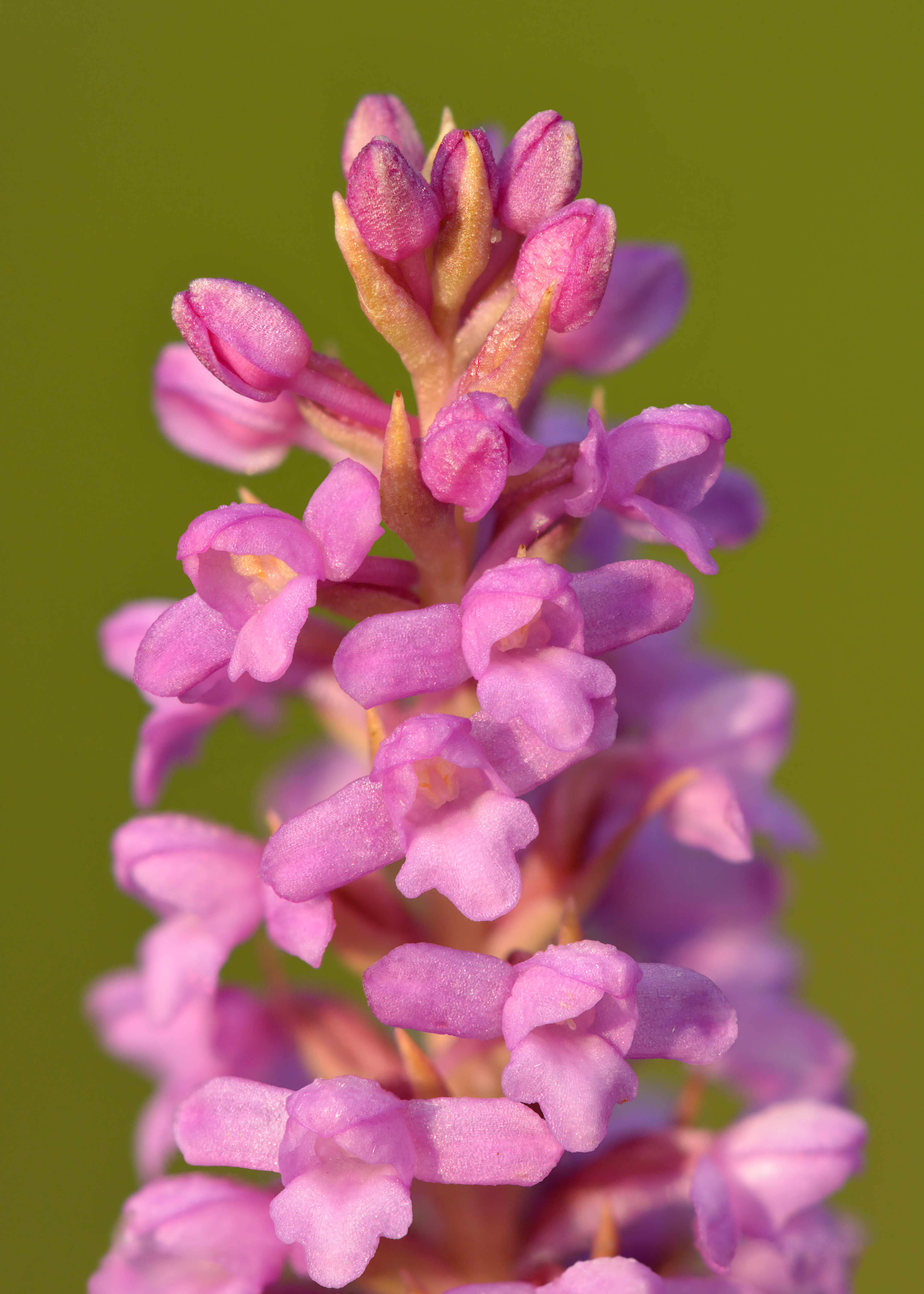
bloem
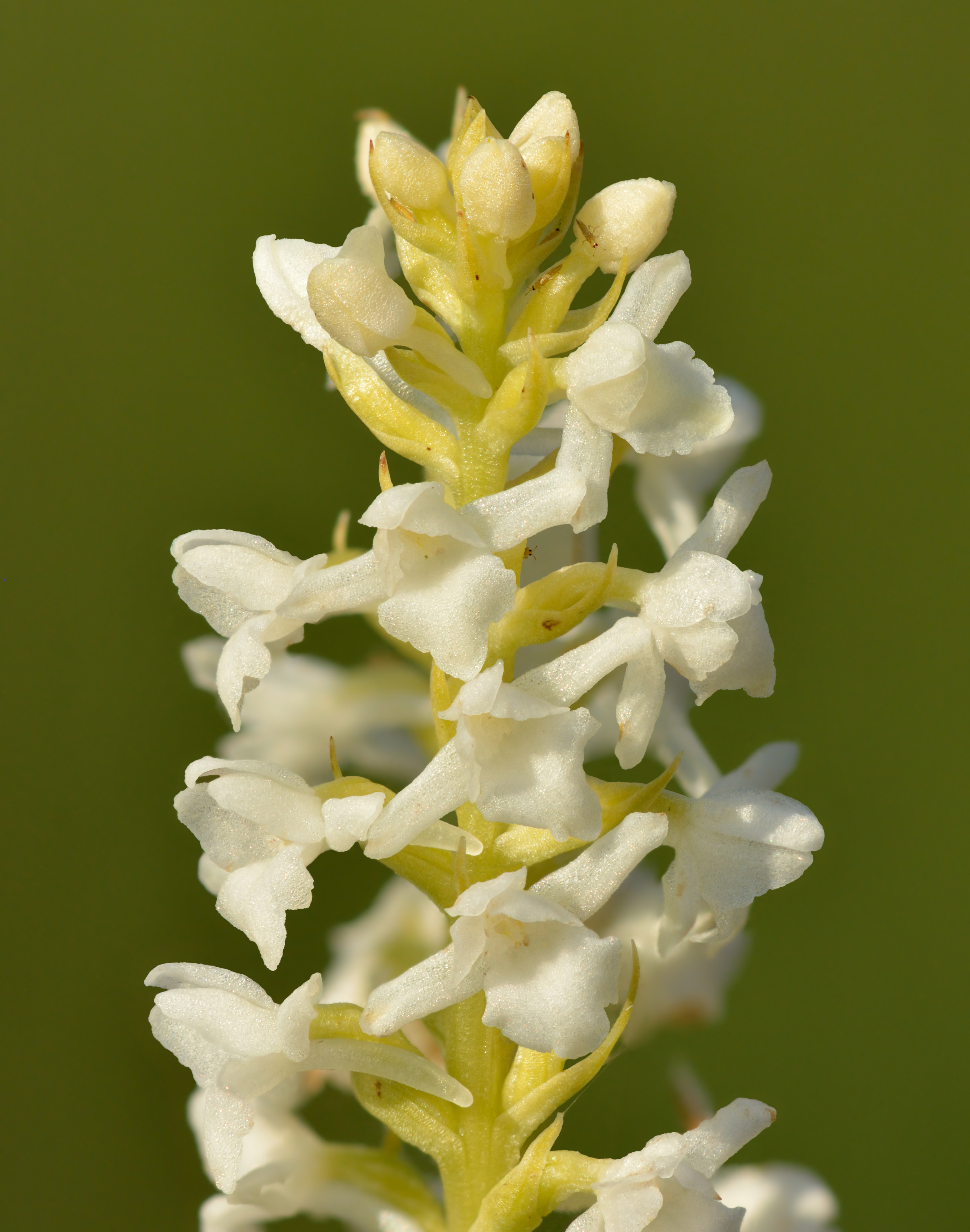
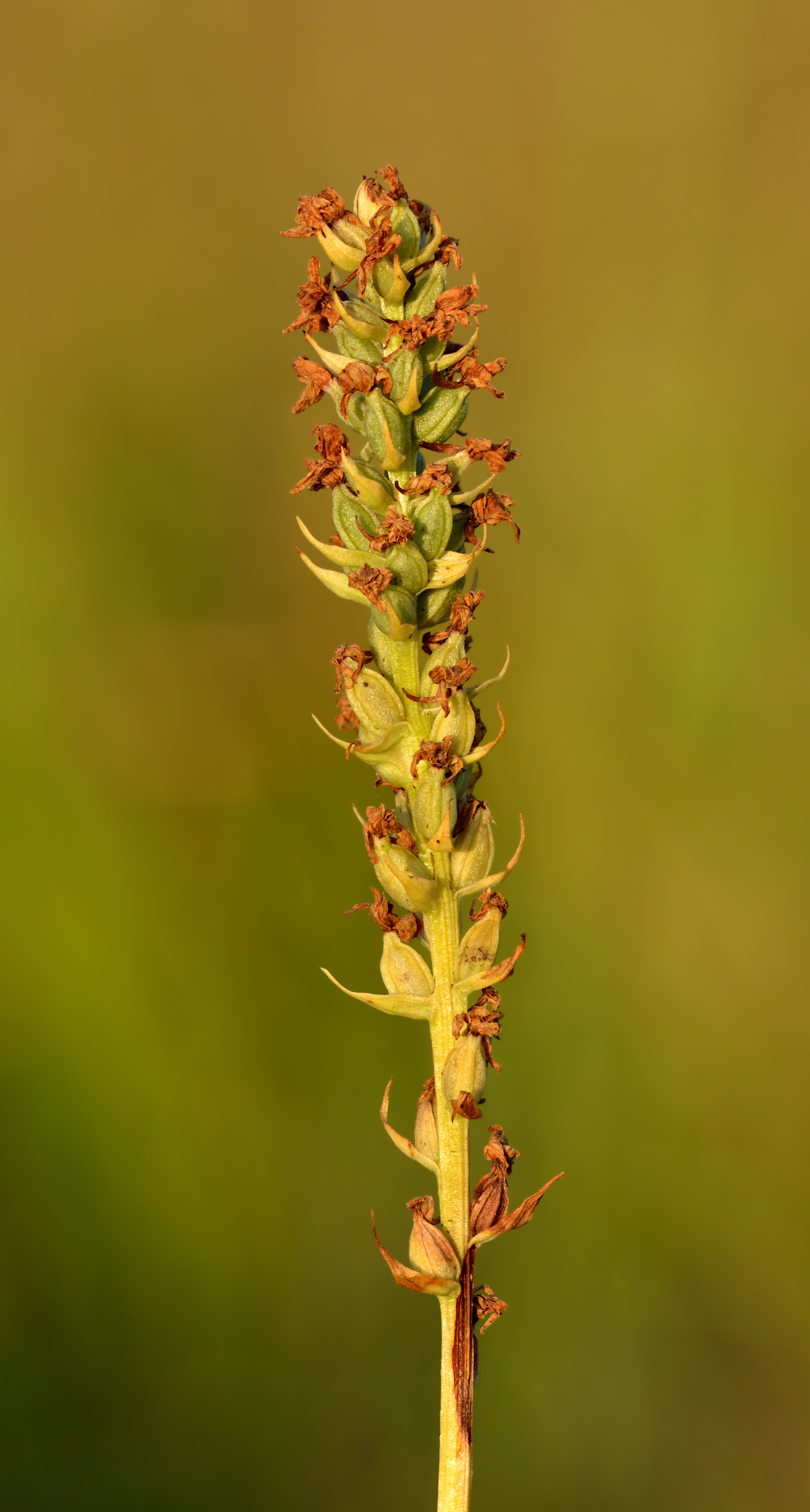
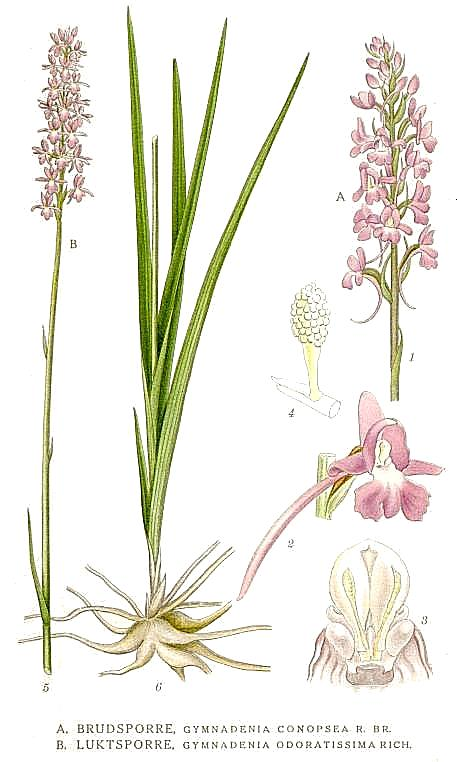

Sectie: Gymnadeniae

G. borealis · 
G. conopsea (Grote muggenorchis) · 
G. densiflora (Dichte muggenorchis)· 
G. frivaldii · 
G. odoratissima (Welriekende muggenorchis) · 
G. pyrenaica · 
G. straminea

Sectie: Nigritellae

G. archiducis-joannis · 
G. austriaca · 
G. bicornis · 
G. buschmanniae · 
G. carpatica · 
G. cenisia · 
G. corneliana (Roze vanillieorchis) · 
G. crassinervis · 
G. dolomitensis · 
G. emeiensis · 
G. gabasiana · 
G. lithopoliticana · 
G. microgymnadenia · 
G. neottioides · 
G. nigra (Zwarte vanilleorchis) · 
G. orchidis · 
G. propinqua · 
G. rhellicani · 
G. rubra · 
G. runei · 
G. stiriaca · 
G. taquetii · 
G. widderi